# Giovanni Coppa
Giovanni Coppa (ur. 9 listopada 1925 w Albie, zm. 16 maja 2016 w Rzymie) – włoski duchowny katolicki, dyplomata watykański.

## Życiorys
Po studiach w seminarium diecezjalnym w Alba przyjął święcenia kapłańskie 2 stycznia 1949 i został inkardynowany do diecezji Alba, gdzie pracował jako kapelan sióstr zakonnych oraz Akcji Katolickiej. W lutym 1954 ukończył studia z zakresu filologii nowożytnej i filozofii na Katolickim Uniwersytecie Sacro Cuore w Mediolanie i obronił doktorat na podstawie rozprawy o ikonografii Trójcy Świętej do XIV wieku. 1 maja 1952 rozpoczął pracę w Kancelarii Apostolskiej, a 1 stycznia 1958 w Sekretariacie Stanu w Watykanie. Uczestniczył w pracach Soboru Watykańskiego II, gdzie był ekspertem ds. języka łacińskiego. W 1965 został mianowany honorowym kanonikiem kapituły bazyliki watykańskiej, a w 1968 kierownikiem biura Sekretariatu Stanu. 1 listopada 1975 został mianowany asesorem Sekretariatu Stanu.
1 grudnia 1979 został mianowany arcybiskupem tytularnym Serty (do czasu kreacji kardynalskiej tą tytularną stolicę biskupią zajmował Polak Władysław Rubin); sakry biskupiej udzielił mu 6 stycznia 1980 papież Jan Paweł II, z towarzyszeniem arcybiskupa Eduardo Martíneza Somalo i biskupa Ferdinando Maggioniego. Został wówczas delegatem ds. papieskich przedstawicielstw. W czerwcu 1990 został powołany na stanowisko nuncjusza apostolskiego w Czechosłowacji, a po rozpadzie tego państwa był od 1 stycznia 1993 nuncjuszem w Czechach i na Słowacji; pracę na Słowacji pełnił do marca 1994 (zastąpił go arcybiskup Luigi Dossena), natomiast w Czechach pracował do 2001, czyli do osiągnięcia wieku emerytalnego (przekazując nuncjaturę w Czechach Niemcowi Erwinowi Enderowi). 30 maja 2001 został mianowany kanonikiem bazyliki św. Piotra. 29 października tegoż roku został konsultorem Sekretariatu Stanu. Był członkiem Kongregacji Spraw Kanonizacyjnych (2002-2005), kapelanem sióstr franciszkanek w rzymskim kościele Maryi Niepokalanej na Monte del Gallo (1952-1980), a w latach 1970-1976 pierwszym asystentem kościelnym Stowarzyszenia Świętych Piotra i Pawła, założonego przez Pawła VI dla byłych członków Gwardii Palatyńskiej.
Na konsystorzu z dnia 24 listopada 2007, z nominacji Benedykta XVI, został włączony do grona kardynałów, bez możliwości udziału w konklawe, ponieważ ukończył już 80 lat.
Był autorem wielu ważnych prac poświęconych zwłaszcza Soborowi i św. Ambrożemu. Opublikował też wiele artykułów, m.in. o Ojcach Kościoła, na łamach „L’Osservatore Romano”, „Latinas”, „Studi Romani” i innych, również w czasopismach religijnych w Czechach i na Słowacji.